# Hostynne (oblast Kirovohrad)
Hostynne (Oekraïens: Гостинне) dit is een dorp in Oekraïne in de oblast Kirovohrad.

## Geschiedenis
Het dorp werd in 1760 gesticht door een Servische edelman, Vasa Simic, tijdens de oprichting van het militaire nederzettingsgebied Nova Servië, en de oorspronkelijke naam van het dorp, Vasovka, kwam van zijn voornaam. De naam van het dorp veranderde verschillende keren, totdat het dorp de huidige naam, Hostynne kreeg.

## Geografie

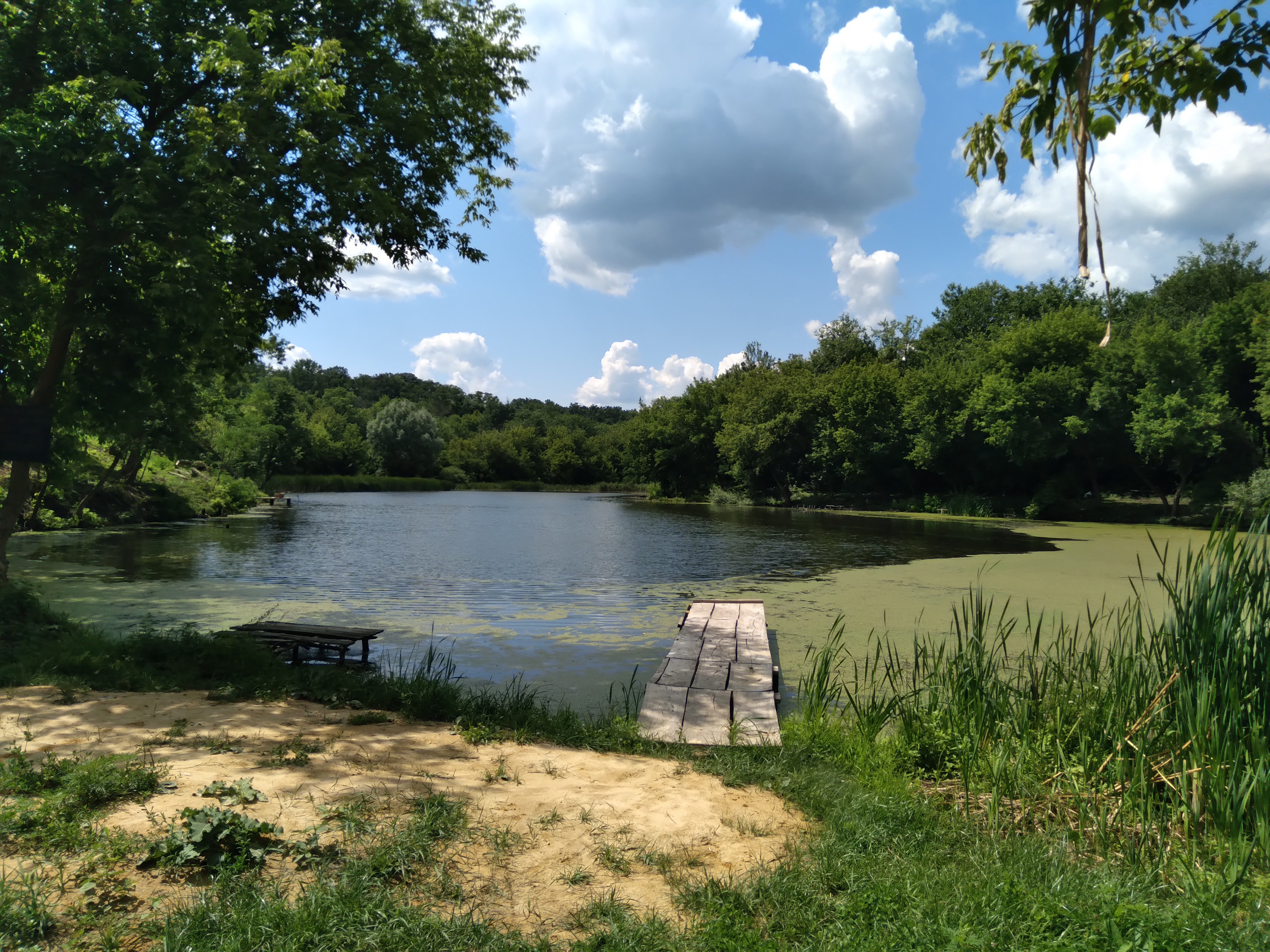
brug over de Rudka-rivier

Het dorp ligt aan de rand van het Zwarte Woud, 5 km ten noorden van Znamjanka. De Roedka-rivier, een zijrivier van de Inhoelets, stroomt door het grondgebied van het dorp